# Nos
El nas (títol original en rus, Нос transliterat, Nos) és una òpera satírica en tres actes amb música de Dmitri Xostakóvitx. El llibret en rus va ser escrit pel mateix compositor conjuntament amb Ievgueni Zamiatin, Gueorgui Ionin i Aleksandr Preis, i es basa en el conte El nas de Nikolai Gógol. La trama es refereix a un oficial de Sant Petersburg, el nas del qual abandona la seva cara i desenvolupa una vida pròpia. El títol en rus, Нос ("Nos") és la paraula russa Сон, "Son" (somni) a l'inrevés.
La música és un muntatge de diferents estils, incloent-hi música folklòrica, cançons populars i atonalidad. S'organitza l'aparent caos a través de recursos musicals formals com cànons i quartets, un truc pres de l'òpera d'Alban Berg Wozzeck.
L'òpera va ser escrita entre 1927 i 1928. Parts d'ella es van representar al principi de 1928. L'òpera completa va tenir la seva primera representació en el Teatre Maly Operny de Leningrad el 18 de gener de 1930. L'òpera va ser criticada com a "formalista" per l'Associació russa de músics proletaris i això va donar lloc a crítiques en general dolentes.
Segons una crítica del compositor britànic Gerard McBurney per Boosey & Hawkes "El nas és una de les majors obres mestres del jove Xostakóvitx, un tour de force electritzant d'acrobàcies vocals, colors instrumentals salvatges i absurd teatral, tot a través d'una mescla devastadora de riure i enuig... El resultat, a les mans despietadament irreverents de Xostakóvitx, és com una versió operística de Charles Chaplin o els Monty Python… malgrat el seu tema magníficament absurd i música virtuosística, El nas és una obra perfectament viable i proporciona una tarda enormement entretinguda en el teatre."

## Representacions
Després de setze representacions, l'òpera no es va representar una altra vegada a la Unió Soviètica fins al 1974, quan va ser reposada per Guennadi Rojdéstvenski i Boris Pokrovski. Entrevistat per a un documental de 2008, Rojdéstvenski va explicar que havia trobat una vella còpia d'El nas al Teatre Bolxoi el 1974, suposadament l'última còpia a la Unió Soviètica. El compositor va acudir a l'assaig i l'estrena el 1974. L'òpera va ser estrenada a l'Òpera de Boston a principis de l'any 2009, i en el Metropolitan Opera de Nova York el març de 2010. 

## Argument

### Acte I
El matí després d'afaitar a Kovalyov, un dels seus clients habituals, un barber troba un nas en el seu pa. Intenta lliurar-se'n llançant-lo al riu Neva, però un oficial de policia l'enxampa. Mentrestant Kovalyov es desperta i troba que li falta el nas. Més tard veu el seu nas a la catedral de Kazan, però ha adquirit un rang major que el seu i rebutja tornar a la seva cara.

### Acte II
Kovalyov visita l'oficina del diari per posar un anunci sobre la pèrdua del seu nas, però el rebutgen. Torna al seu pis, on el seu servent canta una cançó d'amor, i Kovalyov queda desesperat.

### Acte III
Un grup de policies estan en una estació d'autobusos, per impedir que el nas s'escapi. El nas intenta agafar un autobús a l'últim minut: el cavall està aterrit i s'escapa, mentre que el conductor intenta disparar al nas. Atrapen al nas, l'enganxen i el tornen a Kovalyov; però, és incapaç de tornar a enganxar-se'l. Sospita que ha estat encantat per una dona anomenada Madame Podtochina, a causa que no es vol casar amb la seva filla. Escriu per demanar-li que es desfaci l'encanteri, però ella malinterpreta la carta com una proposició a la seva filla. El convenç que ella és innocent. A la ciutat, es reuneixen les multituds buscant el nas.

### Epíleg
Kovalyov es desperta amb el seu nas novament enganxat. És afaitat pel barber i flirteja mentre camina al llarg de l'Avinguda Nevski.

## Enregistraments
- Font: Enregistraments segonsoperadis-opera-discography.org.uk
- 1975 Guennadi Rojdéstvenski, Melodiya - versió remasterizada d'una producció que va ser supervisada pel compositor, sense llibret.
- 2009 Valery Gergiev, Mariinsky - llibret en anglès i rus.
- 2010, 2013, The Metropolitan Opera